# Listes des plus grands humains

## Par genre

### Hommes
Cette liste recense les plus grands hommes jusqu'à une taille minimale de 2,25 mètres[pertinence contestée].
| Pays                             | Taille (cm) | Nom                                       | Note | Époque (longévité) |
| -------------------------------- | ----------- | ----------------------------------------- | --- | ------------------ |
| États-Unis                       | 272         | Robert Wadlow                             | Homologué le plus grand humain de l'histoire par le Livre Guinness des records (LGR) | 1918–1940 (22)     |
| États-Unis                       | 267         | John Rogan                                | Ne pesait que 92,5 kg. Incapable de se tenir debout en raison d'ankylose. | 1868–1905 (37)     |
| États-Unis                       | 264         | John F. Carroll                           | 244 (8 pi 0 in) de hauteur, mais 264 (8 pi 7¾ po) en prenant en compte une courbure d'échine normale. | 1932–1969 (37)     |
| Autriche                         | 258         | Franz Winkelmeier                         | | 1860-1887 (27)     |
| Vietnam                          | 257         | Ho Van Trung                              | Impossible de marcher correctement en raison d'ankylose et trop maigre. | 1984–2019 (35)     |
| Thaïlande                        | 257         | Pornchai Saosri                           | L'homme le plus grand d'Asie. | 1989–2015 (26)     |
| Ukraine                          | 257         | Léonid Stadnyk                            | Non homologué par le LGR car il a refusé d'être mesuré selon leurs standards. | 1970–2014 (44)     |
| Finlande                         | 251,4       | Väinö Myllyrinne                          | Reconnu comme la plus grande personne vivante de 1940 jusqu'à sa mort en 1963. | 1909–1963 (54)     |
| Canada                           | 251         | Édouard Beaupré                           | Le plus grand homme fort et le plus grand lutteur de l'histoire. Son certificat de décès lui donne une hauteur de 8 pi 3 po (2,51 m), n'ayant pas atteint sa pleine grandeur encore.                                             | 1881–1904 (23)     |
| Turquie                          | 251         | Sultan Kösen                              | D'après le LGR, la plus grande personne vivante depuis le 17 septembre 2009. On lui donne des pieds de 36,5-cm de long et des mains de 27,5 de long.                                                                             | 1982–              |
| Bangladesh                       | 249         | Jinnat Ali                                | Pas encore homologué par le LGR. La plus grande personne du Bangladesh. | 1996–              |
| Inde                             | 249         | Vikas Uppal                               | Non homologué par le LGR. | 1986–2007 (21)     |
| États-Unis                       | 249         | Don Koehler (en)                          | La plus grande personne du monde pour la plus grande partie des années 1970. | 1925–1981 (56)     |
| États-Unis                       | 249         | Bernard Coyne                             | Sa Coyne's World War I draft registration card lui donne 8 pieds et il a gagné 2 pouces supplémentaires pour atteindre 249 à sa mort. Il aurait possiblement atteint 254.                                                        | 1897–1921 (23)     |
| Maroc                            | 246         | Brahim Takioullah (en)                    | Aurait les plus grands pieds du monde (38 cm). | 1982–              |
| Iran                             | 246         | Morteza Mehrzad                           | L'homme le plus grand d'Iran. Médaillé d'or de ce pays en volleyball paralympique (Rio, 2016 et Tokyo, 2020). | 1987–              |
| Allemagne                        | 246         | Julius Koch                               | Son squelette est préservé au musée d'histoire naturelle de Mons, en Belgique. | 1872–1902 (30)     |
| Mozambique                       | 246         | Gabriel Estêvão Monjane (en)              | D'après le LGR, le plus grand homme vivant de 1988 à 1990. | 1944–1990 (46)     |
| Inde                             | 246         | Dharmendra Pratap Singh (en)              | Non homologue par le LGR. L'Indien vivant le plus grand. | 1983–              |
| Libye                            | 246         | Suleiman Ali Nashnush                     | Libyen qui a été le plus grand joueur de basketball du monde[réf. souhaitée] | 1943–1991 (47)     |
| France                           | 245         | Jean-Joseph Brice                         | Connu sous le nom de "Le Géant des Vosges", Ramonchamp, France. Sa taille exacte ne fait pas consensus. | 1835–1871 (36)     |
| Irlande                          | 244         | Patrick Cotter O'Brien (en)               | La plus grande personne homologuée à son époque et le premier humain de l'histoire médicale à avoir été mesuré à 8 pieds (244). Sa taille a été confirmée par l'examen de sa dépouille en 1972.                                  | 1760–1806 (46)     |
| Saint-Empire romain germanique   | 244         | Anton de Franckenpoint (en)(Langer Anton) | A vécu au cours de la Guerre de Trente Ans; son squelette a été mesuré à 244,. | fl. XVIe siècle    |
| France Allemagne                 | 242,8       | Georges Jean Kieffer                      | À son époque, c'était l'homme le plus grand de France de 1934 à 1946. | 1912–1946 (33)     |
| Chine                            | 242         | Zhang Juncai (en)                         | Le Chinois vivant le plus grand. | 1966–              |
| Indonésie                        | 242         | Suparwono                                 | [ 16 ] | 1985–2012 (26)     |
| Pays-Bas                         | 242         | Albert Johan Kramer (nl)                  | Le plus grand homme aux Pays-Bas. Son beau-frère souffrait de nanisme et n'a jamais dépassé 69[réf. souhaitée]. Ensemble, ils ont formé un duo de variétés.                                                                      | 1897–1976 (79)     |
| Empire coréen                    | 241         | Wang Kongwo                               | Le plus grand Coréen. | 1865–1924 (58)     |
| Porto Rico                       | 241         | Felipe Birriel (en)                       | Le plus grand porto-ricain enregistré. | 1916–1994 (78)     |
| Inde                             | 241         | Asadullah Khan                            | Le plus grand Indien enregistré. | 1988–              |
| Union soviétique                 | 240         | Aleksandr Sizonenko                       | Joueur soviétique de basketball. | 1959–2012 (53)     |
| Égypte                           | 240         | Sa'id Muhammad Ghazi                      | [ 21 ] | 1909–1941 (32)     |
| Biélorussie                      | 239         | Feodor Machnow                            | | 1878–1912 (34)     |
| Empire austro-hongrois           | 238         | Grgo Kusić                                | Le plus grand croate homologué. Le plus grand citoyen d'Autriche-Hongrie de son époque. | 1892–1918 (26)     |
| Pakistan                         | 238         | Naseer Soomro                             | L'homme vivant le plus grand du Pakistan,. | 1975–              |
| Pays-Bas                         | 238         | Rigardus Rijnhout                         | Deuxième homme le plus grand des Pays-Bas. Connu sous le nom de "géant de Rotterdam". Une statue de lui à l'échelle a été dévoilée dans cette ville en juin 2011.                                                                | 1922–1959 (36)     |
| Japon                            | 237         | Yoshimitsu Matsuzaka                      | Le plus grand homme du Japon. | 1930–1962 (32)     |
| Brésil                           | 237         | Joelison Fernandes da Silva (en)          | Le plus grand homme du Brésil,. | 1987–              |
| Mongolie                         | 236         | Öndör Gongor (en)                         | Très grand homme ayant vécu au début du XXe siècle en Mongolie. Certaines sources lui donnent 245. | 1880/85 – 1925/30  |
| Finlande États-Unis              | 236         | Louis Moilanen (en)                       | La plus grande personne homologuée pour le Michigan et l'une des plus grandes du monde à son époque. Il aurait pu atteindre 2,46 m.                                                                                              | 1885–1913 (28)     |
| Royaume-Uni                      | 236         | Angus MacAskill                           | Le plus grand "vrai" géant (sa condition n'étant pas due à une maladie). Le plus grand Écossais ou Britannique jamais enregistré.                                                                                                | 1825–1863 (38)     |
| Royaume-Uni                      | 236         | Frederick Kempster (en)                   | [ 30 ] | 1889–1918 (29)     |
| États-Unis                       | 236         | Martin Van Buren Bates (en)               | Connu sous le nom de "géant du Kentucky" ou "Le géant des collines". Lui et Anna Haining Bates formaient le plus grand couple marié.                                                                                             | 1837–1919 (81)     |
| Chine                            | 236         | Bao Xishun                                | Enregistré par le LGR comme la plus grande personne vivante jusqu'en septembre 2009, quand il a été déclassé par Sultan Kösen | 1951–              |
| Chine                            | 236         | Sun Mingming                              | Joueur chinois de basketball. | 1983–              |
| Tunisie                          | 236         | Radhouane Charbib                         | Reconnu par le LGR comme l'homme le plus grand du monde jusqu'au 15 janvier 2005. | 1968–              |
| Canada                           | 236         | Olivier Rioux (en)                        | Joueur canadien de basketball. | 2006–              |
| Allemagne                        | 236         | Walter Straub                             | Le plus grand homme d'Allemagne à son époque. | 1925–1986 (61)     |
| Algérie                          | 236         | Rachid Bara                               | Le plus grand homme d'Algérie à son époque. | 1974–2009 (35)     |
| Union soviétique                 | 236         | Uvais Akhtaev                             | Joueur de basketball des années 1940-50. | 1930–1978 (48)     |
| Russie                           | 235         | Nikolai Pankratov                         | Le plus grand homme de Russie. | 1990–              |
| Corée du Nord                    | 235         | Ri Myung Hun                              | Ancien joueur de basketball de l'équipe nationale de Corée du Nord. | 1967–              |
| États-Unis Ukraine               | 235         | Igor Vovkovinskiy                         | Originaire d'Ukraine, il a déménagé à Rochester (Minnesota) pour être traité à la Mayo Clinic. S'est fait connaître pour avoir porté un chandail sur lequel était écrit "Obama's Biggest Supporter" (le plus grand fan d'Obama). | 1982–2021          |
| États-Unis                       | 235         | Broc Brown                                | Ancien plus grand adolescent des États-Unis. | 1998-              |
| États-Unis                       | 235         | Cecil Boling                              | Faisait 234, mais est descendu à 213 dès lors que ses jambes ont été remplacées par des jambes artificielles. | 1920–2000 (79)     |
| États-Unis                       | 235         | Brenden Adams                             | Ancien plus grand adolescent du monde. | 1995–              |
| Inde                             | 234         | Polipaka Gattaiah                         | Ancien plus grand Indien. | 1975–2015 (40)     |
| Côte d'Ivoire                    | 234         | Abdramane Dembele                         | Plus grand homme de Côte d'Ivoire. | 1985–              |
| États-Unis                       | 234         | Bob Wegner                                | Joueur professionnel de basketball | 1993–              |
| États-Unis                       | 234         | George Bell (basketball) (en)             | Ancien plus grand homme vivant des États-Unis. | 1957–              |
| Fidji                            | 234         | Kaliova Seleiwau                          | Le plus grand homme vivant des Fidji. | 1981–              |
| Autriche                         | 234         | Adam Rainer                               | La seule personne recensée ayant souffert à la fois de nanisme et de gigantisme. Il faisait 117 à l'âge de 21 ans, puis a atteint 234 à sa mort[réf. souhaitée].                                                                 | 1899–1950 (51)     |
| Pakistan                         | 234         | Alam Channa (en)                          | Considéré comme étant l'homme vivant le plus grand à sa mort en 1998. | 1953–1998 (46)     |
| Islande                          | 234         | Jóhann K. Pétursson (en)                  | Était la plus grande personne d'Islande. | 1913–1984 (71)     |
| Japon                            | 234         | Yasutaka Okayama (en)                     | Le plus grand japonais vivant. Le plus grand joueur recruté par la NBA,. | 1954–              |
| Empire des Habsbourg             | 233,7       | Franz Winkelmeier                         | L'une des plus grandes personnes de son époque. | 1860–1887 (27)     |
| Espagne                          | 233,5       | Miguel Joaquin Eleicegui                  | Le plus grand espagnol enregistré. | 1818–1861 (43)     |
| Espagne                          | 233         | Jaime Clemente Izquierdo                  | Le plus grand homme d'Espagne à son époque. | 1961–2005 (44)     |
| Espagne                          | 233         | Agustín Luengo Capilla                    | Artiste de cirque, le plus grand homme d'Espagne au moment de sa mort. | 1849–1875 (26)     |
| Somalie                          | 233         | Hussain Bisad (en)                        | | 1975–              |
| Royaume-Uni                      | 233         | Neil Fingleton                            | Le plus grand joueur de basketball de Division I (NCAA). Connu pour son rôle de "Mag the Mighty" dans Game of Thrones,. | 1980–2017 (36)     |
| Chine                            | 233         | Wang Feng-Jun                             | Le plus grand homme d'Asie en 2004. | 1976–2015 (39)     |
| États-Unis                       | 232         | Jack Earle                                | Artiste américain. | 1906–1952 (46)     |
| Côte d'Ivoire                    | 232         | Abdramane Dembele                         | | 1985-              |
| Royaume-Uni                      | 232         | Paul Sturgess                             | Serait le plus grand joueur de basketball ayant joué dans un collège américain. | 1987–              |
| Argentine                        | 231         | Jorge González                            | Le plus grand lutteur de l'histoire de la World Wrestling Entertainment. | 1966–2010 (44)     |
| États-Unis                       | 231         | Kenny George (en)                         | [ 62 ] | 1987–              |
| États-Unis                       | 231         | Lock Martin (en)                          | Il interprète le rôle du robot dans le film Le Jour où la Terre s'arrêta (film, 1951). | 1916–1959 (43)     |
| Irlande                          | 231         | Charles Byrne (en)                        | Son squelette est préservé au Collège royal de chirurgie. | 1761–1783 (22)     |
| États-Unis                       | 231         | Max Palmer (en)                           | [ 64 ] | 1927–1984 (57)     |
| Roumanie                         | 231         | Gheorghe Mureșan                          | Ancien basketteur dans la NBA. | 1971–              |
| Roumanie                         | 231         | Robert Bobroczkyi (en)                    | Joueur roumain de basketball faisant 231 en 2017-18, alors qu'il avait 16 ans. | 2000–              |
| Soudan                           | 231         | Manute Bol                                | A joué dans la NBA. | 1962–2010 (48)     |
| Sénégal                          | 229         | Tacko Fall                                | A été le plus grand joueur américain de basketball dans une école secondaire en 2014 et le plus grand au collège entre 2016 et 2019.                                                                                             | 1995–              |
| Arménie                          | 230         | Arshavir Grigoryan                        | Le plus grand homme d'Arménie. | 1990–              |
| Azerbaïdjan                      | 230         | Aleksandar Rindin                         | Le plus grand homme d'Azerbaijan. | 1985–              |
| Belgique                         | 230         | Alain Delaunois                           | Le plus grand Belge vivant. | 1971–              |
| Brésil                           | 230         | Joélisson Fernandes da Silva              | Le plus grand brésilien vivant. | 1991–              |
| Monténégro                       | 230         | Slavko Vraneš                             | Le plus grand joueur de basketball monténégrin. A joué dans la NBA. | 1983–              |
| Vietnam                          | 229         | Trần Thành Phố                            | Était le plus grand homme vivant du Vietnam à sa mort en 2010. | 1947–2010 (63)     |
| États-Unis                       | 229         | Mills Darden (en)                         | Connu comme étant l'homme le plus grand et gros de l'histoire. | 1799–1857 (57)     |
| Sénégal                          | 229         | Malik Sidibe                              | Le plus grand joueur de basket du Sénégal. | 1985–              |
| Royaume-Uni                      | 229         | Christopher Greener (en)                  | | 1943–2015 (71)     |
| Algérie                          | 229         | Saad Kaiche                               | , | 1985–              |
| États-Unis                       | 229         | Ralph Madsen                              | [ 77 ] | 1897–1948 (51)     |
| Chine                            | 229         | Yao Ming                                  | A été le plus grand joueur de la NBA jusqu'à sa retraite en 2011. | 1980–              |
| États-Unis Allemagne             | 229         | Shawn Bradley                             | Ancien joueur de la NBA, 1993–2005. Il est le plus grand Allemand vivant. | 1972–              |
| Sénégal                          | 229         | Moussa Seck                               | [ 78 ] | 1986–              |
| États-Unis                       | 229         | Matthew McGrory                           | Était le plus grand acteur du monde à sa mort en 2005. | 1973–2005 (32)     |
| Sénégal                          | 229         | Mamadou N'Diaye                           | , | 1993–              |
| États-Unis                       | 229         | Conrad Furrows                            | [ 81 ] | 1922–1967 (45)     |
| Russie                           | 229         | Sergey Ilin                               | Le plus grand joueur de basket de Russie. | 1988–              |
| Espagne                          | 229         | Fermín Arrudi Urieta (es)                 | Le plus grand homme d'Espagne à sa mort. | 1870–1913 (42)     |
| République démocratique du Congo | 228         | Bienvenu Letuni                           | Le plus grand joueur de basketball en RDC. | 1994–              |
| Pologne                          | 228         | Eugeniusz Taraciński                      | Le plus grand homme de Pologne à son époque. | 1928–1978 (50)     |
| Colombie                         | 228         | Asdrúbal Herrera Mora                     | [ 85 ] | 1986–              |
| Slovaquie                        | 228         | Martin Miklosik                           | Joueur de basketball. | 1986–              |
| Pérou                            | 228         | Margarito Machacuay                       | [ 87 ] | 1965–              |
| Malte                            | 226         | Samuel Deguara                            | Le plus grand homme d'Italie et de Malte. | 1991–              |
| Nigeria                          | 225         | Afeez Agoro Oladimeji                     | Le plus grand homme du Nigeria. | 1975–              |

### Femmes
Cette liste recense les plus grandes femmes jusqu'à une taille minimale de 2,14 mètres.

| Pays        | Taille (cm) | Nom                  | Note | Époque (longévité) |
| ----------- | ----------- | -------------------- | --- | ------------------ |
| Pays-Bas    | 260         | Trijntje Keever (en) | Contesté[citation nécessaire]. | 1616–1633 (17)     |
| Allemagne   | 253         | Marianne Wedhe       | | 1866-1884 (18)     |
| Chine       | 248         | Zeng Jinlian         | Homologuée par le LGR. Souffrait d'une scoliose et ne pouvait pas se tenir parfaitement droite. La Chinoise la plus grande recensée et la plus grande personne du monde peu avant sa mort. Elle est la seule femme de 8 pieds recensée[citation nécessaire]. | 1964–1982 (17)     |
| Canada      | 243         | Anna Haining Bates   | La plus grande femme de son temps. Elle et Martin Van Buren Bates formaient littéralement le couple marié le plus grand. | 1846–1888 (41)     |
| Royaume-Uni | 241         | Jane Bunford (en)    | La plus grande Anglaise recensée et possiblement la plus grande personne du monde au moment de sa mort. La taille donnée est évaluée en fonction d'une courbure spinale ajustée. Elle a fait 239 à son plus grand redressé.                                  | 1895–1922 (27)     |
| Chine       | 234         | Yao Defen            | Recensée par le LGR comme la plus grande femme vivante jusqu'à sa mort le 13 novembre 2012. | 1972–2012 (40)     |
| États-Unis  | 231,78      | Sandy Allen          | Recensée par le LGR comme la plus grande femme vivante, ainsi que la plus grande Américaine, jusqu'à sa mort le 13 août 2008. | 1955–2008 (53)     |
| Grèce       | 229,87      | Vasiliki Caliandi    | La plus grande femme de Grèce. | 1882–1904 (22)     |
| Chine       | 221         | Sun Fang             | La plus grande femme vivante en ? | 1987-              |
| Chine       | 220         | Zhang Ziyu           | Basketteuse internationale chinoise; certaines sources lui attribuent une hauteur jusqu'à 225cm | 2007-              |
| Pologne     | 218         | Małgorzata Dydek     | La plus grande femme joueuse de basketball professionnelle recensée. | 1974-2011 (37)     |
| Pakistan    | 218         | Zainab Bibi          | Déclarée la plus grande femme du monde en 2003 | 1972-2018 (46)     |
| Turquie     | 215,16      | Rumeysa Gelgi (en)   | La plus grande femme vivante en Turquie, et la plus grande adolescente du monde,. | 1997-              |

## Par lieu

### Continent
| Continent        | Recordman                   | Taille (m) | Dates     | Actuel                           | Taille (m) | Pays         | Dates |
| ---------------- | --------------------------- | ---------- | --------- | -------------------------------- | ---------- | ------------ | ----- |
| Europe           | Vaino Myllyrinne            | 2,51       | 1909-1963 | Paul Sturgess                    | 2,32       | Angleterre   | 1987- |
| Afrique          | Brahim Takioullah           | 2,46       | 1982-     | Brahim Takioullahm               | 2,46       | Maroc France | 1982- |
| Amérique du Nord | Robert Wadlow               | 2,72       | 1918-1940 | Broc Brown                       | 2,35       | États-Unis   | 1997- |
| Amérique du Sud  | Joelison Fernandes da Silva | 2,36       | 1985-     | Joelison Fernandes da Silva (en) | 2,34       | Brésil       | 1985- |
| Asie             | Sultan Kosan                | 2,51       | 1982-     | Sultan Kösen                     | 2,51       | Turquie      | 1982- |
| Océanie          | Kaliova Seleiwau            | 2,34       | 1981-     | Kaliova Seleiwau                 | 2,34       | Fidji        | 1981- |

### Pays
| Pays             | Recordman                    | Taille (m) | Dates     | Actuel                       | Taille (m) | Dates  |
| ---------------- | ---------------------------- | ---------- | --------- | ---------------------------- | ---------- | ------ |
| Algérie          | Mounir Fourar                | 2,44       | 1972-2012 | Saad Kaiche                  | 2,29       | 1985-  |
| Allemagne        | Julius Koch                  | 2,46       | 1872-1902 | Stefan Prietz                | 2,26       |        |
| Angleterre       | Jane Bunford (en)            | 2,41       | 1895-1922 | Paul Sturgess                | 2,32       | 1987-  |
| Argentine        | Jorge González               | 2,44m      | 1966-2010 | Sergio Gomez                 | 2,20       |        |
| Arménie          | Arshavir Grigoryan           | 2,34       | 1990-     | Arshavir Grigoryan           | 2,34       | 1990-  |
| Australie        |                              |            |           | Kewal Shiels                 | 2,23       |        |
| Autriche         | Franz Winkelmeier            | 2,58       | 1860-1887 |                              |            |        |
| Azerbaïdjan      | Aleksandar Rindin            | 2,30       | 1985-     | Aleksandar Rindin            | 2,30       | 1985-  |
| Bangladesh       | Parimal Chandra Barman       | 2,51       | 1962-1991 |                              |            |        |
| Belgique         | Fernand Bachelard            | 2,35       | 1922-1976 | Alain Delaunois              | 2,30       | 1971-  |
| Birmanie         |                              |            |           | Win Zaw Oo                   | 2,32       | 1977-  |
| Brésil           |                              |            |           | Joelison Fernandes da Silva  | 2,34       | 1985-  |
| Canada           | Édouard Beaupré              | 2,52       | 1881-1904 | Olivier Rioux (en)           | 2,36       | 2006-  |
| Chine            | Zeng Jinlian                 | 2,46       | 1964-1982 | Zhang Juncai (en)            | 2,42       | 1966-  |
| Colombie         |                              |            |           | Asdrúbal Herrera Mora        | 2,28       | 1986-  |
| Corée du Nord    | Ri Myung Hun                 | 2,35       | 1967-     | Riyung Hun                   | 2,35       | 1967-  |
| Côte d'Ivoire    |                              |            |           | Abdramane Dembele            | 2,34       | 1985 - |
| Danemark         |                              |            |           | Morten Poulsen               | 2,20       |        |
| Écosse           | Angus MacAskill              | 2,36       | 1825-1863 | Thomas Wright                | 2,23       | 2000-  |
| Égypte           | Sa’id Muhammad Ghazi         | 2,40       | 1909-?    | Hamad Fathi                  | 2,29       |        |
| Espagne          | Miguel Joaquin Eleicegui     | 2,42       | 1818-1861 | Roberto Dueñas               | 2,21       | 1975 - |
| États-Unis       | Robert Wadlow                | 2,72       | 1918-1940 | Kenny George                 | 2,31       | 1987-  |
| Fidji            | Kaliova Seleiwau             | 2,34       | 1981-     | Kaliova Seleiwau             | 2,34       | 1981-  |
| Finlande         | Väinö Myllyrinne             | 2,51       |           | Sami Eerola                  | 2,20       |        |
| France           | Georges Jean Kieffer         | 2,42       | 1912-1946 | Vincent Pourchot             | 2,22       | 1992-  |
| Hongrie          |                              |            |           | Laszlo Dobos                 | 2,22       | 1993-  |
| Inde             | Vikas Uppal                  | 2,49       | 1986-2007 | Dharmendra Pratap Singh      | 2,46       | 1983-  |
| Indonésie        | Suparwono                    | 2,42       | 1985-2012 |                              |            |        |
| Irak             | Sabah Jabbar Hadi al-Jabouri | 2,42       |           | Sabah Jabbar Hadi al-Jabouri | 2,42       |        |
| Iran             | Morteza Mehrzad              | 2,46       | 1985-     | Morteza Mehrzad              | 2,46       | 1985-  |
| Irlande          | Patrick Cotter O'Brien (en)  | 2,46       | 1760-1806 | Shaun Aisbitt                | 2,25       |        |
| Islande          | Jóhann K. Pétursson (en)     | 2,34       | 1913-1984 | Tryggvi Hlinason             | 2,16       | 1997-  |
| Israël           | Eddie Carmel                 | 2,32       | 1936-1972 | Guy Parselany                | 2,18       | 1978-  |
| Italie           | Samuel Deguara               | 2,30       | 1991-     | Samuel Deguara               | 2,30       | 1991-  |
| Japon            | Yoshimitsu Matsuzaka         | 2,37       | 1930-1962 | Yasutaka Okayama (en)        | 2,34       | 1954-  |
| Kenya            | Ritesh Barot                 | 2,36       | 1982-     | Ritesh Barot                 | 2,36       | 1982-  |
| Lettonie         | Kristaps Porziņģis           | 2,21       | 1995-     | Kristaps Porziņģis           | 2,21       | 1995-  |
| Libye            | Suleiman Ali Nashnush        | 2,45       | 1943-1991 |                              |            |        |
| Maroc            | Brahim Takioullah (en)       | 2,46       | 1982-     | Brahim Takioullah (en)       | 2,46       | 1982-  |
| Monténégro       | Slavko Vraneš                | 2,30       | 1983-     | Slavko Vraneš                | 2,30       | 1983-  |
| Mozambique       | Gabriel Estevao Monjane      | 2,46       | 1944-1990 |                              |            |        |
| Namibie          | Alex Gomachab                | 2,40       |           | Alex Gomachab                | 2,40       |        |
| Norvège          | Lars T. Opsata               | 2,35       |           |                              |            |        |
| Nouvelle-Zélande | Jonty Butterfield            | 2,31       |           | Jonty Butterfield            | 2,31       |        |
| Pakistan         |                              |            |           | Zia Rasheed                  | 2,46       | 1980-  |
| Pays-Bas         | Albert Johan Kramer          | 2,42       | 1897-1976 | Rik Smits                    | 2,23       | 1966-  |
| Porto Rico       | Felipe Birriel (en)          | 2,41       | 1916-1994 | Peter John Ramos             | 2,22       | 1985-  |
| Roumanie         | Gogea Mitu                   | 2,36 m     | 1914-1936 | Gheorghe Mureșan             | 2,31       | 1971-  |
| Russie           | Alexander Sizonenko          | 2,40       | 1959-2012 | Nikolaï Pankratov            | 2,35       | 1990-  |
| Sénégal          |                              |            |           | Malik Sidibe                 | 2,29       | 1985 - |
| Somalie          |                              |            |           | Hussain Bisad (en)           | 2,35       | 1975-  |
| Soudan           | Manute Bol                   | 2,31       | 1962-2010 |                              |            |        |
| Suède            |                              |            |           | Per-Ola Karlsson             | 2,18       | 1970-  |
| Tchad            | Souleyman Adam Khamis        | 2,45       |           |                              |            |        |
| Thaïlande        | Pornchai Sawsri              | 2,57       | 1990-2015 |                              |            |        |
| Tunisie          | Radhouane Charbib            | 2,36       | 1968 -    | Radhouane Charbib            | 2,36       | 1968 - |
| Turquie          | Sultan Kösen                 | 2,51       | 1982-     | Sultan Kösen                 | 2,51       | 1982-  |
| Ukraine          | Léonid Stadnyk               | 2,57       | 1970-2014 | Viktor Zabolotny             | 2,42       |        |
| Venezuela        |                              |            |           | Jeison Rodríguez             | 2,27       | 1995-  |

## Par époque

### Historique du plus grand être humain connu
| Début | Fin  | Nom                          | Taille (m) | Nationalité      | Naissance | Décès |
| ----- | ---- | ---------------------------- | ---------- | ---------------- | --------- | ----- |
| 2011  |      | Sultan Kösen                 | 2,51       | Turquie          | 1982      |       |
| 2009  | 2011 | Sultan Kösen                 | 2,46       | Turquie          | 1982      |       |
| 2008  | 2009 | Léonid Stadnyk               | 2,57       | Ukraine          | 1970      | 2014  |
| 2005  | 2007 | Bao Xishun                   | 2,36       | Chine            | 1951      |       |
| 1999  | 2005 | Radhouane Charbib            | 2,36       | Tunisie          | 1968      |       |
| 1990  | 1998 | Mohammed Allam Channa (en)   | 2,34       | Pakistan         | 1953      | 1998  |
| 1981  | 1990 | Gabriel Estêvão Monjane (en) | 2,46       | Mozambique       | 1944      | 1990  |
| 1970  | 1981 | Don Koehler (en)             | 2,49       | États-Unis       | 1925      | 1981  |
| 1966  | 1969 | John F. Carroll              | 2,63       | États-Unis       | 1932      | 1969  |
| 1964  | 1966 | Suleiman Ali Nashnush        | 2,46       | Libye            | 1943      | 1991  |
| 1940  | 1963 | Vaino Myllyrinne             | 2,51       | Finlande         | 1909      | 1963  |
| 1933  | 1940 | Robert Wadlow                | 2,72       | États-Unis       | 1918      | 1940  |
| 1921  | 1922 | Jane Bunford (en)            | 2,41       | Grande-Bretagne  | 1895      | 1922  |
|       | 1921 | Bernard Coyne                | 2,49       | États-Unis       | 1897      | 1921  |
|       | 1905 | John Rogan                   | 2,67       | États-Unis       | 1868      | 1905  |
|       | 1887 | Franz Winkelmeier            | 2,33       | Autriche-Hongrie | 1860      | 1887  |
|       | 1863 | Angus MacAskill              | 2,26       | Grande-Bretagne  | 1825      | 1863  |
|       | 1861 | Miguel Joaquin Eleicegui     | 2,33       | Espagne          | 1818      | 1861  |
|       | 1820 | William Bradley              | 2,36       | Grande-Bretagne  | 1787      | 1820  |
|       | 1806 | Patrick Cotter O'Brien (en)  | 2,46       | Irlande          | 1760      | 1806  |
| 1863  | 1888 | Anna Haining Bates           | 2,41       | Canada           | 1846      | 1888  |

### Personnages historiques et légendaires
- Goliath (Xe siècle av. J.-C.), personnage biblique dont la taille était de « six coudées et un empan », soit environ 2,90 m.
- Gabbara (Ier siècle), géant arabe, mesurait neuf pieds et neuf pouces, soit environ 297,2 cm selon les écrits de Pline l'Ancien - aucun de ses os n'a été retrouvé pour en attester.
- Le plus vieux cas de gigantisme connu actuellement est celui d'un Romain du IIIe siècle au nom inconnu, dont le squelette complet a été découvert en 1991 sur le site archéologique étrusque-romain de Fidènes, qui mesurait 2,02 m à une époque où la taille moyenne d'un Romain adulte était de 1m67[102].
- Sanche le Fort, roi de Navarre de 1194 à 1234 ; l'examen de son fémur indique qu'il mesurait entre 2,22 et 2,32 m[103].